# Kreuzau

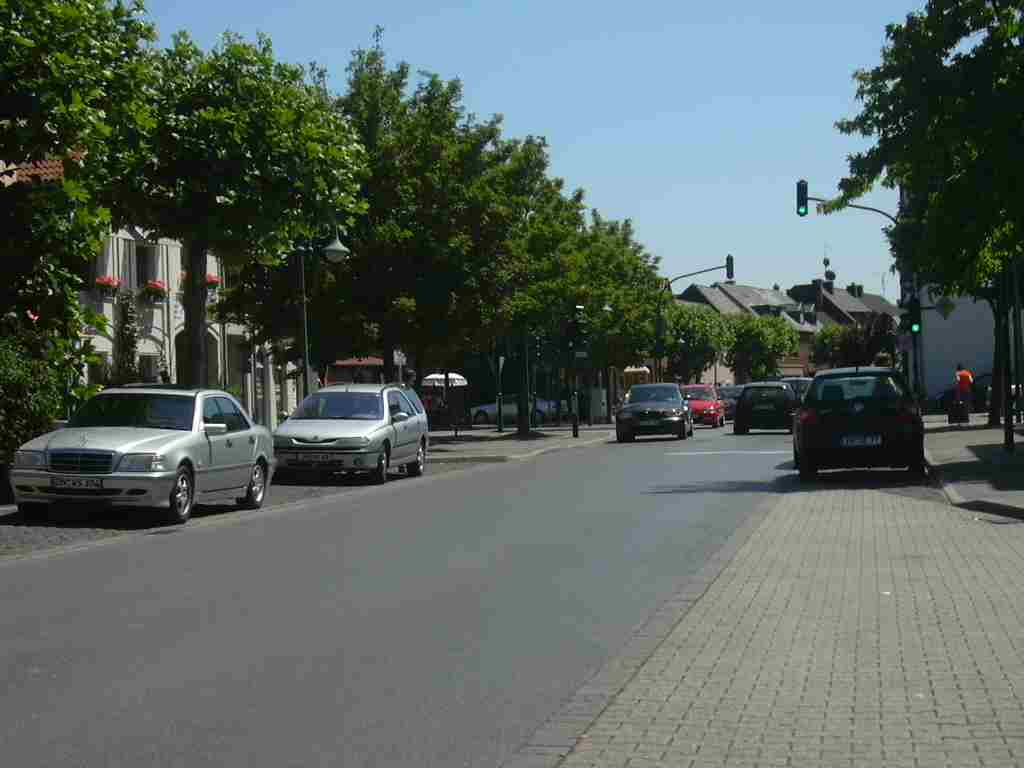
Hauptstraße (Ortsmitte)

Kreuzau (Dürener Platt Krözau) liegt im Erholungsgebiet Rureifel und ist mit etwa 18.000 Einwohnern in gut 7.000 Haushalten die drittgrößte Gemeinde im Kreis Düren in Nordrhein-Westfalen.
Seit 2020 gehört die Ruraue bei Kreuzau zum Naturpark Hohes Venn-Eifel.

## Geographie

### Nachbargemeinden
Beginnend im Norden im Uhrzeigersinn grenzen an Kreuzau folgende Städte und Gemeinden, die alle im Kreis Düren liegen:
| - Düren - Nörvenich - Vettweiß - Nideggen - Hürtgenwald | \| \| Düren \| Nörvenich \| \| Hürtgenwald \| \| Vettweiß \| \| \| Nideggen \| \| |           |
|                                                         | Düren                                                                             | Nörvenich |
| Hürtgenwald                                             | Kompassrose, die auf Nachbargemeinden zeigt                                       | Vettweiß  |
|                                                         | Nideggen                                                                          |           |

### Gemeindegliederung
Die Gemeinde Kreuzau setzt sich aus folgenden Ortsteilen zusammen:
| Ortsteil                  | Größe (ha) | Einwohner (1) |
| ------------------------- | ---------- | ------------- |
| Bergheim                  |            | 297           |
| Bilstein                  |            | 311           |
| Bogheim                   | 174,17     | 259           |
| Boich                     | (2)686,37  | 613           |
| Drove                     | 480,09     | 2272          |
| Kreuzau mit Schneidhausen | 562,05     | 5298          |
| Langenbroich              |            | 128           |
| Leversbach                |            | 551           |
| Obermaubach               | (3)238,93  | 135           |
| Schlagstein               |            | 253           |
| Stockheim mit Stepprath   | 768,65     | 2758          |
| Thum                      | 369,18     | 394           |
| Üdingen                   | 148,64     | 646           |
| Untermaubach              | 312,43     | 1074          |
| Winden                    | 434,64     | 1984          |

Außerdem gab es noch den untergegangenen Ort Hemgenberg.

## Geschichte

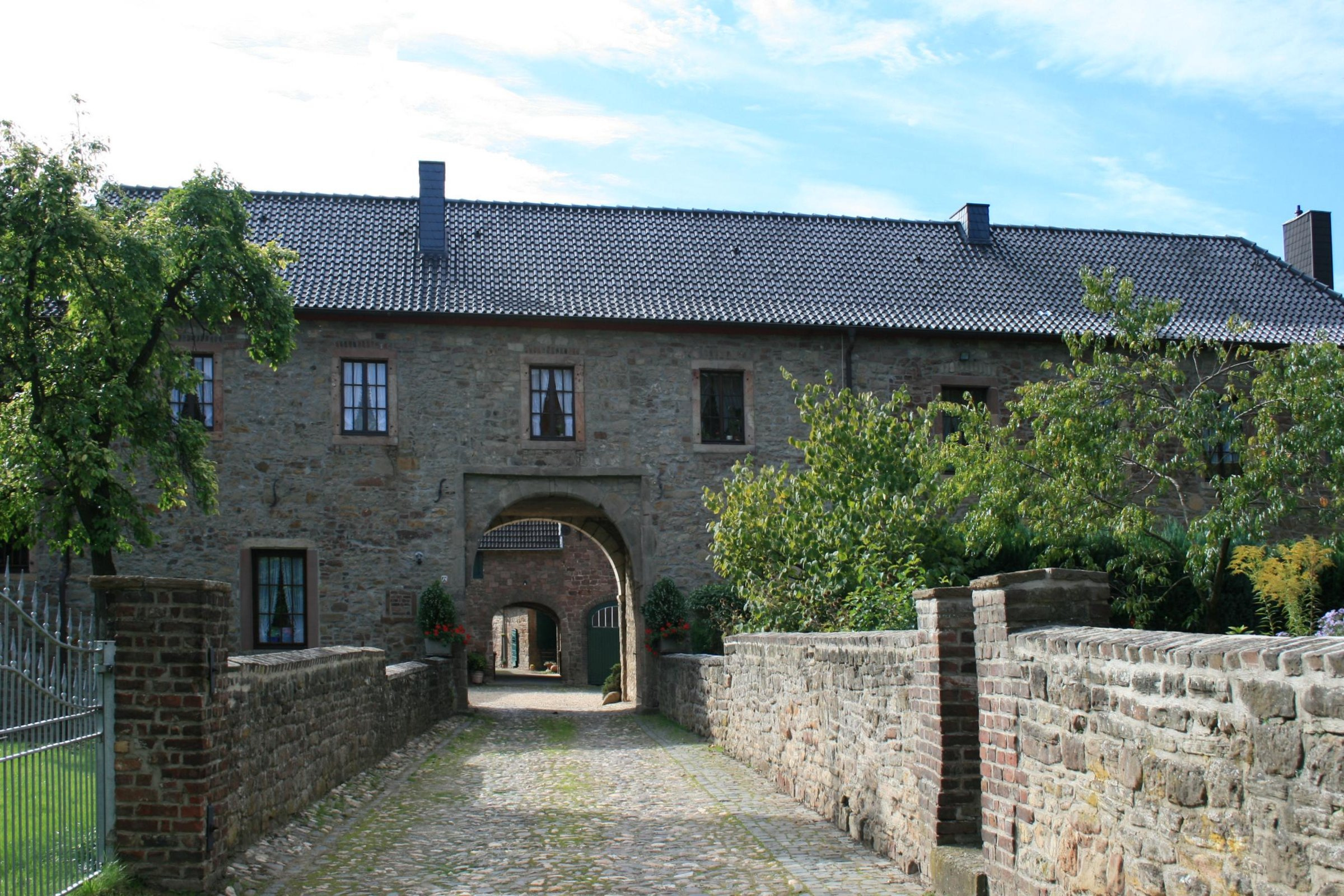
Burg Kreuzau

Zahlreiche archäologische Funde belegen, dass Kreuzau schon in vorrömischer Zeit besiedelt war. 1319 wurde der Ort als „Auwe superior“ erstmals urkundlich erwähnt. Der heutige Name Kreuzau erscheint erstmals im 15. Jahrhundert. Angenommen wird, dass der Name nach der Kirche, die dem heiligen Kreuz geweiht ist, entstanden ist.
Die Lebensgeschichte des Heiligen Heribert, Erzbischof von Köln und Schutzpatron der Kirche in Kreuzau, lässt eine 1000-jährige Geschichte des Ortes erkennen. Seine Mutter ist in der Kirche zu Kreuzau begraben.

### Eingemeindungen
Die Gemeinde Kreuzau wurde durch § 8 des Gesetzes zur Neugliederung von Gemeinden des Kreises Düren vom 24. Juni 1969 (GV. NRW. S. 372) in der Form des Zusammenschlusses der Gemeinden Bogheim, Boich-Leversbach, Drove, Kreuzau, Stockheim, Thum, Üdingen und Winden (Amt Kreuzau) mit Wirkung vom 1. Juli 1969 gebildet. Durch § 14 des Gesetzes zur Neugliederung der Gemeinden und Kreise des Neugliederungsraumes Aachen vom 14. Dezember 1971 (GV. NRW. S. 411) wurden die Gemeinden Obermaubach-Schlagstein und Untermaubach sowie ein Teil der Gemeinde Hürtgenwald (Langenbroich), Teile der früheren Gemeinde Lendersdorf-Krauthausen (Schneidhausen und Welk) und Teilflächen aus der früheren Gemeinde Niederau mit Wirkung vom 1. Januar 1972 in die Gemeinde Kreuzau eingegliedert. Das Amt Kreuzau wurde aufgelöst. Rechtsnachfolgerin ist die Gemeinde Kreuzau.

## Politik

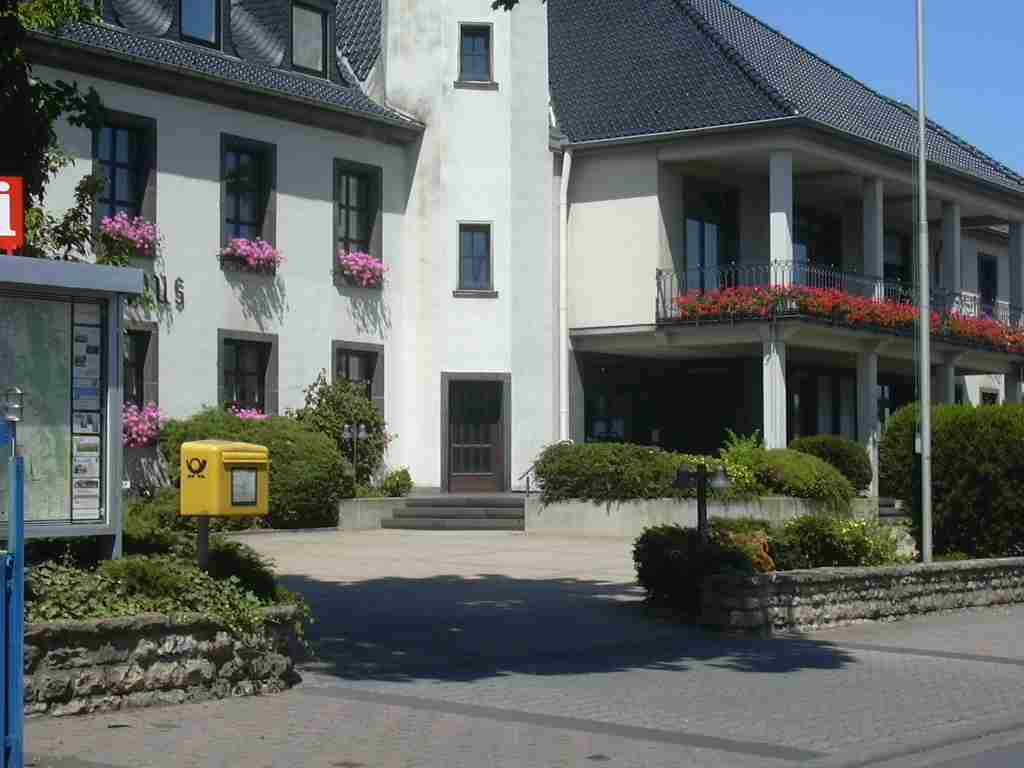
Rathaus

### Bürgermeister
Hauptamtlicher Bürgermeister der Gemeinde Kreuzau ist seit 2014 Ingo Eßer (CDU).

### Gemeinderat
Die Sitze des Gemeinderates verteilten sich nach den Kommunalwahlen ab 2009 folgendermaßen auf die Parteien:
|        | 2020 | 2014 | 2009 |
| ------ | ---- | ---- | ---- |
| CDU:   | 17   | 16   | 17   |
| SPD:   | 11   | 12   | 10   |
| GRÜNE: | 7    | 4    | 4    |
| FDP:   | 3    | 2    | 3    |
| Gesamt | 38   | 34   | 34   |

Außerdem hat der Bürgermeister einen Sitz im Gemeinderat.

### Wappen, Flagge und Dienstsiegel

Wappen der Gemeinde Kreuzau
Flagge der Gemeinde Kreuzau

Der Gemeinde Kreuzau ist mit Urkunde des Innenministers des Landes Nordrhein-Westfalen vom 20. April 1964 das Recht zur Führung eines Wappens, einer Flagge und eines Dienstsiegels verliehen worden. Diese werden in § 2 der Hauptsatzung der Kommune beschrieben. Das Wappen oder die Wappensymbole dürfen von Dritten nur nach Genehmigung durch den Rat verwendet werden. Die Genehmigung gilt als widerruflich erteilt.
Wappenbeschreibung
„Das Wappen zeigt unter einem mit einem durchgehenden goldenen (gelben) Kreuz belegten schwarzen Schildhaupt einen schwarzen mit einer roten Zunge bewehrten Löwen in Gold (Gelb).“
Bedeutung
Das Kreuz weist auf den Gemeindenamen hin, der in einer Urkunde von 1319 mit „Auwe superior“ angegeben wird. Mitte des 15. Jahrhunderts wurde dem „Auwe“ noch der Name der dem Heiligen Kreuz geweihten Kirche vorangestellt. Daraus entstand dann schließlich „Kreuzau“. Hauptbestandteil des Wappens ist der Löwe, der einem alten Schöffensiegel vom 23. Januar 1356 nachgebildet worden ist und bei dem es sich zweifellos um den Jülicher Löwen handelt.
Mit Gebietsänderungsvertrag vom 12. September 1968 haben sich die bisherigen Gemeinde Bogheim,
Boich-Leversbach, Drove, Kreuzau, Stockheim, Thum, Üdingen und Winden zu der neuen Gemeinde Kreuzau zusammengeschlossen und auf das Wappen der früheren Gemeinde Kreuzau geeinigt.
Flagge
Die Flagge zeigt auf einer von Schwarz und Gelb längsgeteilten Bahn das Wappen der Gemeinde.
Dienstsiegel
Das Dienstsiegel zeigt das Gemeindewappen mit der Umschrift „Gemeinde Kreuzau – Kreis Düren“.

### Städtepartnerschaften
Kreuzau unterhält zu folgenden Gemeinden / Städten Partnerschaften:
- Obervellach (Österreich)
- Plancoët (Frankreich)

## Kultur und Sehenswürdigkeiten

### Freizeit und Sport
Für die Freizeitgestaltung steht dem Bürger der Gemeinde das Freizeitbad monte mare zur Verfügung, welches mit zahlreichen Attraktionen wie Wellenbad und Wasserrutsche aufwartet. Seit dem Ausbau 2005/2006 steht inzwischen ein umfangreicher Saunabereich zur Verfügung. Das Freizeitbad verfügt nach einem weiteren Anbau auch über eine Textilsauna. Anfang Februar 2009 erhielt die monte mare Unternehmensgruppe den Zuschlag, das Freizeitbad im Auftrag des Kreises Düren zu betreiben. Vor der Übernahme hieß das Bad „Rurwelle“.
Kreuzau verfügt über vielfältige Einkaufsmöglichkeiten. Ausflüge in umliegende Ortschaften, wie das zur Gemeinde Kreuzau gehörende Obermaubach mit seinem Stausee und der Rur bieten Abwechslung und Erholung.
In Kreuzau gibt es ein reges Vereinsleben, sei es im kulturellen oder sportlichem Bereich.
Über seine Grenzen hinaus ist der Ort Kreuzau unter anderem durch seinen Rosenmontagsumzug bekannt. Er wird von der Karnevalsgesellschaft Ahle Schlupp durchgeführt und lockt jährlich über 30.000 Besucher auf die Straßen.
Die Gemeinde Kreuzau ist an eine Reihe von Radwanderwegen angeschlossen:
- Die 524 km lange Wasserburgen-Route verbindet mehr als 130 Burgen am Rand der Eifel und in der Kölner Bucht.
- Die 480 km lange Kaiser-Route verläuft von Aachen nach Paderborn und ist nach Kaiser Karl dem Großen benannt, der in Aachen residierte. Der Routenverlauf orientiert sich an der mutmaßlichen Route, die das kaiserliche Heer im Jahr 775 auf seinem Kreuzzug in das Gebiet der Sachsen nahm.
- Der 180 km lange RurUfer-Radweg führt von der Rur-Quelle in den belgischen Ardennen bis zur Mündung in die Maas im niederländischen Roermond.

## Wirtschaft und Infrastruktur
Kreuzau war und ist eines der Zentren der Papierindustrie. Zu nennen sind
- die Firma Metsä Tissue (ehemals Strepp) im Ortsteil Untermaubach,
- die Niederauer Mühle (ehemals Gebr. Hoesch) im Ortsteil Kreuzau sowie
- die Firma Smurfit Kappa Germany (ehemals Rheinische Wellpappe), die Wellpappen-Kartonagen fertigen.

Das größte Gewerbegebiet der Gemeinde befindet sich im Stadtteil Stockheim, in der Nähe der Stadt Düren.
Ein weiterer in Kreuzau ansässiger Industriebetrieb ist die Badewannenfabrik Hoesch Design GmbH im Ortsteil Schneidhausen, die aus dem familieneigenen Hüttenbetrieb in Haus Schneidhausen hervorgegangen ist und heute zu den größten Badewannenherstellern Europas zählt. Der Betrieb ist Anfang der 2000er-Jahre von einem polnischen Unternehmen übernommen worden.
Seit 1974 hat die Firma Valder Kunststoffverarbeitungs-GmbH ihren Sitz in Kreuzau. Neben Produkten für Medizin- und Elektrotechnik werden individuelle Kunststoffprodukte bei der Firma Valder gefertigt.

### Verkehr

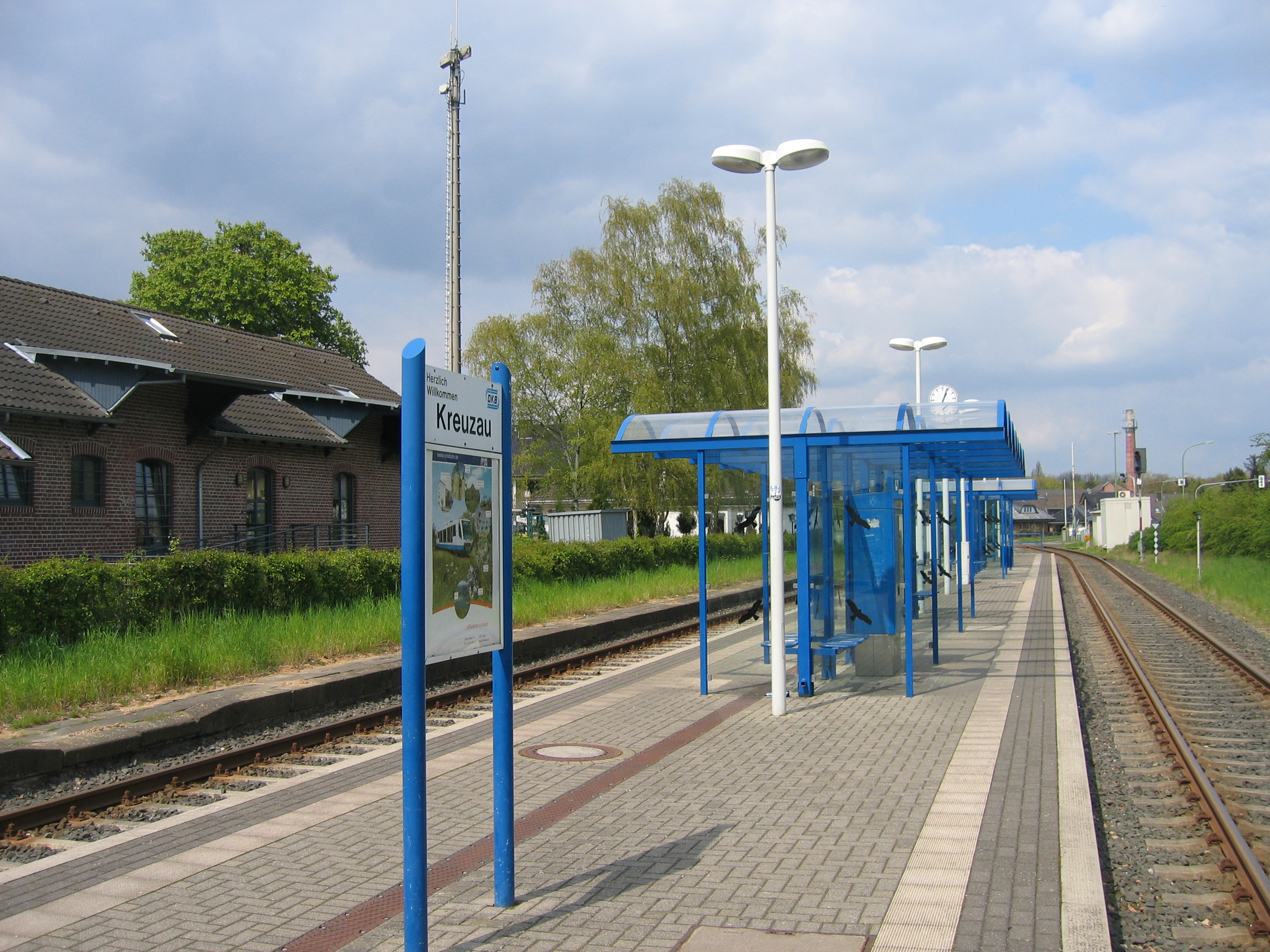
Rurtalbahnhof Kreuzau

Durch den Osten der Gemeinde verläuft die B 56 (Geilenkirchen – Bonn).
Quer durch das Gemeindegebiet führt die Bahnstrecke Düren–Heimbach, welche von der Rurtalbahn betrieben wird. Kreuzau selbst hat an dieser Strecke neben dem Kreuzauer Hauptbahnhof noch den Haltepunkt Eifelstraße. Des Weiteren befinden sich im Gemeindegebiet die Haltepunkte Üdingen und Obermaubach sowie der Bahnhof Untermaubach-Schlagstein.
| Linie | Linienverlauf | Takt                                                                      |
| ----- | --- | ------------------------------------------------------------------------- |
| RB 21 | Rurtalbahn: Düren – Annakirmesplatz – Kuhbrücke – Lendersdorf – Renkerstr/Krankenhaus – Tuchmühle – Kreuzau – Kreuzau, Eifelstraße – Üdingen – Untermaubach-Schlagstein – Obermaubach – Zerkall – Nideggen-Brück – Abenden – Blens – Hausen – Heimbach (Eifel) Stand: Fahrplanwechsel Dezember 2021 | 30 min / 60 min (SVZ) (Düren–Untermaubach) 60 min (Untermaubach–Heimbach) |

Der öffentliche Personennahverkehr wird vom Rurtalbus mit Buslinien nach Düren, Winden, Nideggen, Berg, Stockheim und Obermaubach ergänzt. Bis zum 31. Dezember 2019 wurden die Linien 201, 210, 211 und 221 von der Dürener Kreisbahn bedient.
| Linie | Verlauf |
| ----- | --- |
| 201   | Kreuzau – Winden – Bergheim – Langenbroich – Bogheim – Untermaubach – (Obermaubach –) Bilstein                                  |
| 210   | (Düren Bf/ZOB – StadtCenter – Kaiserplatz – Krauthausen – Niederau –) Kreuzau – (Drove –) Boich – Nideggen – Brück – Schmidt    |
| 211   | Düren Bf/ZOB – StadtCenter – Kaiserplatz – Krauthausen – Niederau – Kreuzau – Drove – Thum – Thuir – (Muldenau – Embken –) Berg |
| 221   | Düren Bf/ZOB – StadtCenter – Kaiserplatz – Krauthausen – Niederau – Kreuzau – Winden – Leversbach – Rath – Nideggen             |
| 292   | Kreuzau Bf – Niederau Am Sandberg – Stockheim (– Jakobwüllesheim – Vettweiß)                                                    |
| N3a   | Nachtbus: nur in den Nächten Fr/Sa und Sa/So Düren Bf/ZOB → Kaiserplatz → Niederau → Kreuzau → Leversbach → Nideggen → Thum     |

### Bildung
Die Gemeinde Kreuzau verfügt über vier Grundschulen an fünf Standorten und ein großes Schulzentrum mit der  Sekundarschule Kreuzau/Nideggen und einem Gymnasium. Des Weiteren gibt es im Ortsteil Kreuzau eine Musikschule.

## Söhne und Töchter der Stadt
- Peter Victor Deuster (1831–1904), Zeitungsverleger, Mitglied des amerikanischen Senats, amerikanischer Konsul in Deutschland
- Peter Schlack (1875–1957), Konsumgenossenschafter und Politiker
- Wilhelm Braun (1906–1986), Kunstmaler
- August Bender (1909–2005), SS-Sturmbannführer und Lagerarzt im KZ Buchenwald
- Urban Thelen (1915–2008), Verdienter des Erzbistums Gniezno, rettete 1941 die Gneser Reliquien des Heiligen Adalberts
- Hans Zens (1925–2010), Ehrenbürger der Gemeinde Kreuzau, Bürgermeister
- Johannes Kaptain (1926–1998), Bürgermeister, Landtagsabgeordneter, Landrat, erster Ehrenbürger von Kreuzau
- Johannes Floß (1937–2016), römisch-katholischer Geistlicher und Hochschullehrer
- Rolf Dohmen (* 1952), ehemaliger Profifußballer und ehemaliger Sportmanager des Karlsruher SC
- Ralf Nolten (* 1964), Mitglied des Landtages NRW
- Judith C. Vogt (* 1981), Fantastik-Autorin, Publizistin und Lektorin

## Persönlichkeiten, die vor Ort gewirkt haben oder wirken
- Ludolf Matthias Hoesch (1788–1859), Papierindustrieller
- Wilhelm Heinrich Burger-Willing (1882–1966), Maler, verstorben in Untermaubach
- Tillmann Gottschalk (1905–1991), Mundartdichter, lebte seit 1929 in Kreuzau
- Heinrich Böll (1917–1985), Schriftsteller und Literaturnobelpreisträger (1972)
- Herbert Falken (1932–2023), malender Priester
- Manfred Lucas (* 1943), Politiker (SPD)
- Marcel Ferrand (* 1957), Maler, Galerist, Autor und Verleger
- Tony Alexis (* 1962), spanischer Clown
- Thorsden Schlößner (* 1962), Antiquitätenhändler
- Klaus Dauven (* 1966), Kunstpädagoge
- Guido M. Breuer (* 1967), Krimiautor
- Ingo Cremer (* 1974), Weltmeister im Kraftsport
- Ilka Semmler (* 1985), Beachvolleyballspielerin, aufgewachsen in Kreuzau
- Yannick Gerhardt (* 1994), Fußballspieler
- Anna Gerhardt (* 1998), Fußballspielerin